# Evolvulus paniculatus
Evolvulus paniculatus är en vindeväxtart som först beskrevs av Carl Sigismund Kunth, och fick sitt nu gällande namn av Spreng.. Evolvulus paniculatus ingår i släktet Evolvulus och familjen vindeväxter. Inga underarter finns listade i Catalogue of Life.